# Ондо
Ондо е един от 36-те щата на Нигерия. Площта му е 15 049 квадратни километра, а населението – 4 671 700 души (по проекция за март 2016 г.). Създаден е на 3 февруари 1976 г. Щатът е разделен допълнително на 18 местни правителствени зони. Намира се в часова зона UCT+1.